# James Quin
James Quin (Londra, 1693 – Bath, 1766) è stato un attore teatrale britannico.
Esordì l'8 novembre 1715 al Drury Lane di Londra nel Tamerlano di Nicholas Rowe. Dal 1746 al 1749 recitò in coppia con David Garrick.